# Velika Gata
Velika Gata je naseljeno mjesto u gradu Bihaću, Federacija Bosne i Hercegovine, BiH.

## Zemljopis
Nalazi se oko 20 km sjeverno od Bihaća.

## Stanovništvo

### Popisi 1971. – 1991.
| Velika Gata        |                |                |                |
| godina popisa      | 1991.          | 1981.          | 1971.          |
| Muslimani          | 1.314 (95,07%) | 1.251 (89,80%) | 1.169 (97,57%) |
| Srbi               | 58 (4,19%)     | 78 (5,59%)     | 21 (1,75%)     |
| Hrvati             | 2 (0,14%)      | 1 (0,07%)      | 3 (0,25%)      |
| Jugoslaveni        | 5 (0,36%)      | 54 (3,87%)     | 5 (0,41%)      |
| ostali i nepoznato | 3 (0,21%)      | 9 (0,64%)      | 0              |
| ukupno             | 1.382          | 1.393          | 1.198          |

### Popis 2013.
| Velika Gata        |                |
| godina popisa      | 2013.          |
| Bošnjaci           | 1.042 (95,25%) |
| Hrvati             | 9 (0,82%)      |
| Srbi               | 1 (0,09%)      |
| ostali i nepoznato | 42 (3,84%)     |
| ukupno             | 1.094          |

## Šport
Od 1993. održava se Malonogometni turnir Bugar 92 – Gata.

## Vanjske poveznice
- Satelitska snimka  Arhivirana inačica izvorne stranice od 15. rujna 2008. (Wayback Machine)